# Durbarmedaille 1911
De Durbarmedaille van 1911 (Engels: "Durbarmedal 1911") was een onderscheiding van Brits-Indië. In december 1911 lieten George V van het Verenigd Koninkrijk en Koningin Mary zich huldigen door de Indiase vorsten, de vele maharadja's en prinsen van het Indische sub-continent waren vazallen van de Britse troon. George V was Keizer van India.
De Delhi Durbar ( Hindi voor "Hof") in de traditie van de Moghuls was een grandioze manifestatie van de Britse macht waarbij tienduizenden militairen, veel olifanten en bereden manschappen op paarden en kamelen betrokken waren. De Brits-Indische regering verleende 26,800 medailles wat inhield dat één op de vier aanwezigen werd gedecoreerd.
Voor de voornaamste vorsten en de hoogste gasten werden gouden medailles geslagen, de andere medailles waren van zilver. De linten waren voor alle ontvangers gelijk.
De ronde medaille heeft een diameter van 38.5 millimeter en wordt met een draaiende kogel en ring aan een lichtblauw zijden lint met twee rode strepen op de linkerborst gedragen. De medaille heeft op de voorzijde een afbeelding van de gekroonde en in hermelijnen mantels gehulde George V en Koningin Mary en op de keerzijde in het Perzisch de opdracht "Delhi 1911" met als rondschrift "De durbar van George V Keizer van India Heer van de Britse landen". De Keizer en Keizerin dragen op het portret hun Britse kronen en de Keizer-Koning draagt de keten van de Engelse Orde van de Kousenband in plaats van de Indiase Orde van de Ster.
Het ontwerp was van de hand van Sir Bertram MacKennal.
Voor de Durbar werden speciale kronen en andere regalia vervaardigd omdat de Britse "kroonjuwelen" het land niet mogen verlaten.
De medailles werden niet van namen voorzien maar in sommige gevallen werd de naam en rang van de drager later op de rand aangebracht.
De dragers van de Britse Kroningsmedaille van George V ontvingen in plaats van een Durbarmedaille een gesp met de tekst "DURBAR 1911" die zij op het lint van hun kroningsmedaille droegen. 

## Externe link

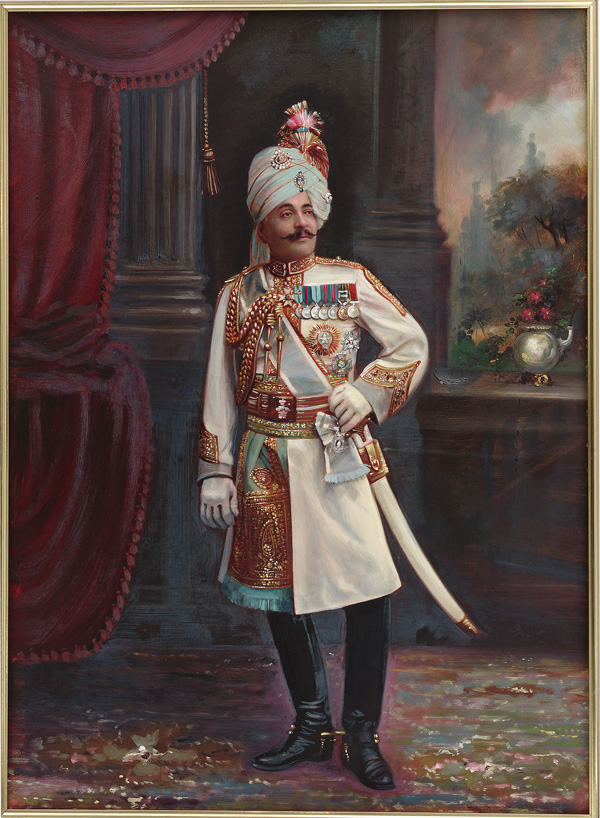
Maharajah Sir Pratap Singh van Idar met de Durbarmedaille.